# Craugastor rivulus
Craugastor rivulus es una especie de Anura de la familia Craugastoridae. Es endémica de Guatemala. La especie se ve amenazada por destrucción de hábitat.

## Distribución y hábitat
Su área de distribución se extiende en la franja norte del altiplano occidental y central de Guatemala, incluyendo la sierra de los Cuchumatanes en el norte de Quiché y la sierra de Chamá en Alta Verapaz. 
Su hábitat natural se compone de bosque montano húmedo donde vive en la cercanía de pequeños cursos de agua. Su rango altitudinal se encuentra entre 770 y 1250 m s. n. m.